# Akimasa Nakamura
Akimasa Nakamura( 1961) (中村 彰正, Nakamura Akimasa) é um astrônomo japonês.
Ele se especializou na descoberta de asteroides. O asteroide 10633 Akimasa foi assim nomeado em sua homenagem.
É também o autor do livro Ehime hoshizora no yume 88wa.